# Tự sát giết người
Tự sát giết người (Murder–suicide) là hành vi mà cá nhân giết chết một hoặc nhiều người khác trước hoặc trong quá trình tự sát của chính họ. Sự kết hợp giữa giết người và tự sát có thể có nhiều dạng khác nhau:
- Giết người liên quan đến việc tự sát của một người có ý định giết người.
- Giết người kèm theo hành vi tự sát, như là tự đánh bom hoặc cố tình đâm xe chở thủ phạm và những người khác.
- Giết người của một cảnh sát hoặc người đi ngang trong quá trình tự sát bằng cách dùng cảnh sát giết mình.
- Tự sát sau khi giết người để trốn thoát khỏi hình phạt hình sự.
- Tự sát sau khi giết người như một hình thức tự trừng phạt do tội lỗi.
- Tự sát trước hoặc sau khi giết người theo phương thức giết người gián tiếp.
- Tự sát trước hoặc trong quá trình giết người do người khác gây ra.
- Giết người nhằm chủ đích nhận án tử hình.
- Tự sát đồng thời với hành vi giết người của người khác có sự đồng ý, sau đó tự giết mình.

Tự sát giết người hợp pháp có ba dạng có thể xảy ra:
- Giết chết kẻ tấn công thông qua hành động tự vệ , trong đó tự sát trong quá trình đó.
- Giết người hợp pháp nhằm ngăn chặn cá nhân gây hại cho người khác, trong đó tự sát trong quá trình đó.
- Giết người hợp pháp gây ra hoặc đóng góp vào hành động tự sát theo cách gián tiếp.

Nhiều vụ giết chóc hàng loạt đã kết thúc bằng hành vi tự sát, ví dụ như trong nhiều vụ xả súng ở trường học. Một số trường hợp tự sát với động cơ tôn giáo cũng có thể liên quan đến hành vi giết người. Tất cả các phân loại đều dựa trên việc đưa ra các phân biệt tương đối tùy ý đối với ý định trong trường hợp của các triệu chứng tâm thần, trong đó ý định có thể có khả năng không hợp lý. Xác định ý định pháp lý không áp dụng đối với các trường hợp được phân loại đúng là sự điên loạn.
Một số người sử dụng thuật ngữ tự sát giết người để đề cập đến giết người tự sát, bao gồm cả giết người ngẫu nhiên và do đó có phạm vi rộng hơn.

## Lý thuyết giết người và tự sát
Theo nhà tâm thần học Karl A. Menninger, giết người và tự sát là những hành động có thể hoán đổi vị trí - tự sát đôi khi ngăn chặn được hành vi giết người, và ngược lại. Theo lý luận Freud, việc đàn áp mạnh mẽ của bản năng tự nhiên do từng bị lạm dụng trong thời thơ ấu có thể dẫn đến sự xuất hiện bản năng về cái chết theo một hình thức "méo mó". Nhà nhân học văn hóa Ernest Becker, người đặt lý thuyết về khái niệm về cái chết của con người bị ảnh hưởng mạnh mẽ bởi Freud, coi sợ hãi về cái chết là hiện tượng phổ quát, một nỗi sợ được đàn áp trong tiềm thức và lớn đến mức không nhận thức được.
Nỗi sợ hãi này có thể thúc đẩy cá nhân theo chủ nghĩa anh hùng (heroism) hoặc đổ lỗi cho người khác. Theo quan điểm này, khi tư duy không thể theo chủ nghĩa anh hùng (tức là theo tư duy thích đổ lỗi cho người khác) có thể dẫn đến rối loạn tâm thần và/hoặc hành vi chống xã hội.
Trong một nghiên cứu liên quan đặc biệt đến tự sát giết người, Milton Rosenbaum (1990) phát hiện ra rằng các thủ phạm tự sát giết người khác biệt rõ rệt so với những thủ phạm chỉ gây ra vụ giết người đơn thuần. Trong khi những kẻ giết người-tự sát thường bị trầm cảm và đa số là nam giới, những kẻ giết người khác thường không bị trầm cảm và có xu hướng có cả phụ nữ trong số đó. Tại Hoa Kỳ, số lượng vụ giết người-tự sát đối với nữ giới chiếm đa số, do nam giới gây ra. Khoảng một phần ba số vụ giết người trong mối quan hệ đối tác kết thúc bằng hành vi tự sát của thủ phạm. Dữ liệu quốc gia và quốc tế cũng như cuộc phỏng vấn gia đình của các thủ phạm giết người-tự sát đã chỉ ra các yếu tố dự đoán chính của vụ giết người-tự sát: có tiền sử lạm dụng chất gây nghiện, nam giới lớn tuổi hơn nữ giới trong mối quan hệ, sự chấm dứt hoặc dự định chấm dứt mối quan hệ, tiền sử bạo hành và suy ngẫm về tự sát của thủ phạm.
Mặc dù không có hệ thống theo dõi quốc gia cho vụ giết người-tự sát tại Hoa Kỳ, các nghiên cứu y học về hiện tượng này ước tính từ 1.000 đến 1.500 trường hợp tử vong mỗi năm tại Hoa Kỳ, với đa số xảy ra giữa vợ chồng hoặc đối tác thân mật và đa số thủ phạm đều là nam giới. Trầm cảm, vấn đề hôn nhân hoặc tài chính, và các vấn đề khác thường là những động lực phổ biến trong vụ giết người-tự sát.
Những vụ giết người sau đó là tự sát thường được đưa vào tiêu đề tin tức; số liệu thống kê quốc gia cho thấy 5% tổng số vụ giết người đều do vụ giết người-tự sát gây ra. Báo cáo của Bộ Y tế và Dịch vụ Nhân sinh Hoa Kỳ, Trung tâm Kiểm soát và Phòng ngừa Dịch bệnh, ước tính có khoảng 1 triệu người lớn báo cáo đã cố gắng tự tử vào năm 2011, và có hơn 38.000 vụ tự sát hoàn thành trong cùng giai đoạn đó. Ước tính có 624 vụ giết người-tự sát xảy ra hàng năm cho thấy khoảng 1,6% tổng số vụ tự sát liên quan đến vụ giết người.
Ở Đan Mạch thế kỷ 18, những người muốn tự tử đôi khi sẽ phạm tội giết người để bị kết án tử hình. Họ tin rằng sau khi giết người, sau đó hối hận sẽ giúp họ kết thúc cuộc đời mình mà không phải chịu án phạt về sau.